# Jacques Fouroux
Jacques Fouroux (ur. 24 lipca 1947 w Auch, zm. 17 grudnia 2005 tamże), rugbysta francuski, reprezentant kraju i trener zespołu narodowego.
W składzie reprezentacji narodowej wystąpił w 28 meczach w latach 1972-1977. Jako kapitan występował 21 razy, poprowadził m.in. reprezentację Francji do wygranej w Turnieju Pięciu Narodów w 1977. Bronił barw klubu FC Auch Gers (gdzie rozpoczął treningi w 1960), Cognac, La Voulte.
Po zakończeniu kariery zawodniczej zajął się pracą trenerską, odnosząc dalsze sukcesy. W latach 1981–1990 prowadził zespół narodowy, wygrywając Puchar Pięciu Narodów w 1981 i 1987. W 1987 osiągnął wraz z zespołem finał Pucharu Świata, przegrany z reprezentacją Nowej Zelandii. W latach 1992–1993 prowadził zespół FC Grenoble, z którym zdobył w 1993 wicemistrzostwo Francji. Przez dwa miesiące 2005 był trenerem reprezentacji narodowej Włoch.
Obok pracy trenerskiej był aktywnym działaczem sportowym, pełnił m.in. funkcję wiceprezesa (1991) i sekretarza generalnego (1991-1992) Fédération Française de Rugby. Był również prezesem klubu FC Auch Gers. Zmarł w wieku 58 lat na atak serca.